# The Way of All Flesh (album)
The Way of All Flesh è il quarto album in studio del gruppo musicale francese Gojira, pubblicato il 13 ottobre 2008 in Europa dalla Listenable Records e il giorno successivo nell'America del Nord dalla Prosthetic Records.

## Descrizione
La copertina è stata disegnata dal cantante Joe Duplantier, che ha curato quella degli album precedenti. Le registrazioni si sono svolte allo studio di proprietà della band con la produzione dello stesso Duplantier, mentre le parti di batteria sono state registrate a Los Angeles con la collaborazione di Logan Mader che ha anche missato e masterizzato l'album. Riguardo ai significati dei testi, Duplantier ha spiegato in un'intervista a una rivista che traggono ispirazione dalle visioni della vita e della morte che ha ciascun componente del gruppo.
Il cantante dei Lamb of God, Randy Blythe, ha partecipato al brano Adoration for None.

## Tracce
Testi di Joe Duplantier, musiche di Joe Duplantier e Mario Duplantier, eccetto dove indicato.
1. Oroborus – 5:21 (musica: Christian Andreu, Joe Duplantier, Mario Duplantier)
2. Toxic Garbage Island – 4:06
3. A Sight to Behold – 5:09
4. Yama's Messengers – 4:03
5. The Silver Cord – 2:31
6. All the Tears – 3:41
7. Adoration for None – 6:19 (testo: Randy Blythe, Joe Duplantier)
8. The Art of Dying – 9:54
9. Esoteric Surgery – 5:44
10. Vacuity – 4:51
11. Wolf Down the Earth – 6:25
12. The Way of All Flesh – 17:03 – nel formato CD, dopo 5:42 di silenzio (6:51-12:33) comincia una traccia fantasma senza titolo

## Formazione
Gruppo
- Joe Duplantier – voce, chitarra, arrangiamento
- Mario Duplantier – batteria, arrangiamento
- Christian Andreu – chitarra, arrangiamento (traccia 1)
- Jean-Michele Labadie – basso

Altri musicisti
- Randy Blythe – voce (traccia 7)

Produzione
- Joe Duplantier – produzione
- Logan Mader – missaggio, mastering, ingegneria parti di batteria
- Gabriel Editions – produzione esecutiva
- Laurentx Etxemendi – ingegneria parti di chitarra, basso e voce
- Mike Rashmawi – assistenza tracker parti di batteria
- Fred Collinet – copertina

## Classifiche
| Classifica (2008) | Posizione massima |
| ----------------- | ----------------- |
| Finlandia         | 25                |
| Francia           | 28                |
| Stati Uniti       | 138               |